# Organisations d'Action française
Les organisations d'Action française sont les différentes structures de l'Action française.

## L'action

### Dames d'Action française et Jeunes Filles royalistes
En 1904, la marquise de Mac Mahon, née Marthe de Vogüé, fonde le groupe des Dames royalistes et d'Action Française, ce groupe est présidé par la comtesse de Nuchèze jusqu'à sa mort en 1926.
Les Dames d'Action française est un cercle de dames royalistes organisé par l'Action française chargé de coordonner les eﬀorts des groupes de dames et d’aider de ses conseils les nouveaux groupes. Il est constitué en 1925 sous la présidence de la comtesse de Lur-Saluces.
L’association des Jeunes Filles royalistes quant à elle est dirigée exclusivement par sa présidente, Yvonne de Kerret, qui désigne toutes les présidentes des groupes des provinces. Le siège de l'association est au château de la Forêt, non loin de Languidic dans le Morbihan.
L'Union des corporations françaises (UCF) est créée par Georges Valois en décembre 1923. Elle est l’héritière de la Confédération de l’intelligence et de la production française (CIPF), constituée en mars 1920 par le même homme. L’historien Olivier Dard considère que l’UCF est un échec, du fait de la faiblesse de ses effectifs ouvriers. 
Quand Valois s’éloigne de l’Action française, Firmin Bacconnier en devient président en 1925. 
En novembre 1930, l’UCF est présidée Jacques Delafon, avec comme vice-présidents Rémi Wasier et Roger Magniez ainsi que comme secrétaire général Jean Dijon. Firmin Bacconnier est membre du comité directeur et rédacteur en chef de la revue mensuelle Production française. Le bureau est reconduit dans les mêmes conditions pour l’année 1933.

## Sources
- Michel Leymarie, Jacques Prévotat, Action française, culture, société, politique, Presses universitaires du Septentrion, Villeneuve d'Ascq, 2008, 434 p.  (ISBN 978-2-7574-0043-2)